# Carine Abdelmalak
Carine Elia Abdelmalak Nashed, née en 2006, est une nageuse égyptienne.

## Carrière
Carine Abdelmalak remporte aux Championnats d'Afrique de natation 2021 à Accra la médaille d'argent du 4 × 100 mètres nage libre. Elle dispute également les courses juniors dans cette compétition, remportant l'or sur 4 × 100 mètres nage libre, et le bronze sur 50 et 100 mètres nage libre.
Elle obtient aux Championnats d'Afrique de natation 2022 à Tunis la médaille d'argent sur 4 × 100 mètres nage libre.